# セクシー・ユー（モンロー・ウォーク）
『セクシー・ユー（モンロー・ウォーク）』は、 1980年1月21日に発売された郷ひろみ33作目のシングル。

## 概要
南佳孝が1979年に発表した『モンロー・ウォーク』のカバー。歌詞は原曲の1番の大部分が使い回されたが、2番以降は新たに書き下ろしされている。郷のファン層は「モンロー・ウォーク」の語源を知らないだろうからということでレコード会社がタイトルを変更した。その変更に来生えつこは怒っていたという。
南は『モンロー・ウォーク』発表後、海外へ渡り活動休止していたため、その間の収入源として同じレコード会社所属の郷に同曲を歌ってもらうことになったという。

## 収録曲
| 全編曲: 萩田光雄。 |                                          |            |           |      |
| #                  | タイトル                                 | 作詞       | 作曲      | 時間 |
| 1.                 | 「セクシー・ユー（モンロー・ウォーク）」 | 来生えつこ | 南佳孝    | 3:42 |
| 2.                 | 「朝陽のプロローグ」                     | 竜真知子   | 林哲司    | 3:06 |
| 合計時間:          | 合計時間:                                | 合計時間:  | 合計時間: | 6:48 |

## 1994年版シングル
1994年6月22日にGO-GO'S名義で、難波正司の編曲・屋敷豪太のリミックスによるヴァージョンが発売された。

### 1994年版収録曲
| 全編曲: 難波正司、REMIX: GOTA。 |                                                                  |            |           |      |
| #                               | タイトル                                                         | 作詞       | 作曲      | 時間 |
| 1.                              | 「セクシー・ユー（モンロー・ウォーク）」(SEXY YOU (MONROE WALK)) | 来生えつこ | 南佳孝    | 4:17 |
| 2.                              | 「ハリウッド・スキャンダル」(HOLLYWOOD SCANDAL)                  | 阿木燿子   | 都倉俊一  | 4:05 |
| 合計時間:                       | 合計時間:                                                        | 合計時間:  | 合計時間: | 8:22 |

### 参加ミュージシャン
| セクシー・ユー（モンロー・ウォーク） - Keyboard：Simon Darlow - Guitar：Kenji Jammer - Drums/Keyboards Programming：Gota Yashiki | ハリウッド・スキャンダル - Keyboard：Jessica Lauren - Keyboard Strings：Simon Darlow - Guitar：Kenji Jammer - Drums Programming：Gota Yashiki |